# زها حسن
زها حسن هي محامية حقوقية ومحللة سياسية وناشطة وباحثة وكاتبة فلسطينية أمريكية. تدافع زها عن حقوق الإنسان في دولة فلسطين وتدعو أيضًا إلى السلام بين إسرائيل وفلسطين. وهي زميلة زائرة في مؤسسة كارنيغي للسلام الدولي ومؤسسة أمريكا الجديدة وبرنامج الشرق الأوسط. تعيش حاليًا في واشنطن العاصمة، في الولايات المتحدة الأمريكية.

## مسيرتها
حصلت زها على درجة البكالوريوس في العلوم السياسية ولغات وحضارات الشرق الأدنى من جامعة واشنطن. حصلت على دكتوراه في القانون من جامعة كاليفورنيا وحصلت كذلك على ماجستير في القانون الدولي والقانون الدولي من كلية الحقوق بجامعة ويلاميت.
وهي معروفة بعملها البحثي المكثف حول سياسة فلسطين والعلاقات الإسرائيلية الفلسطينية والسلام فيما بينها. كما ركزت عملها البحثي على استخدام الآليات القانونية الدولية من قبل الحركات السياسية، والسياسة الخارجية للولايات المتحدة في النزاع الإسرائيلي الفلسطيني. عملت أيضًا كمنسق ومستشار قانوني أول لفريق التفاوض الفلسطيني بين عامي 2010 و2012 خاصة عندما حاولت الحكومة الفلسطينية الحصول على عضوية في الأمم المتحدة. كما عملت كعضو أساسي في الوفد الفلسطيني في المحادثات الاستكشافية بين عامي 2011 و 2012 التي رعتها كوارتر. وغالبًا ما تشارك في محادثات وجهود المسار الثاني للسلام.
وهي عضوة سياساتية في شبكة السياسات الفلسطينية «الشبكة»، وهي أيضًا عضو مجلس إدارة في "BuildPalestine" وهو مجتمع عالمي من الناشطين المتحمسين للتأثير الاجتماعي في فلسطين. كما ظهرت كمحلل سياسي ومعلق في البرامج التي تبثها وتنشرها قنوات الجزيرة وسي إن إن ونيويورك تايمز وديترويت نيوز وصالون وذا أوريغونيان. بالإضافة إلى ذلك، تساهم أحيانًا في صحيفتي هيل وهآرتس الإسرائيليتين.
كانت زها إحدى النشطاء الذين اقترحوا أفكارًا جديدة وصياغة استراتيجيات ومقاربات مبتكرة من أجل تهدئة وحل التوترات بين إسرائيل وفلسطين التي اندلعت مرة أخرى في أوائل مايو 2021.

## المؤلفات
- الدستور الفلسطيني واتفاق جنيف: آفاق الدستورية الفلسطينية (2004)[19]
- بناء الجدران وحرق الجسور: الالتزامات القانونية للولايات المتحدة فيما يتعلق ببناء إسرائيل للجدار الفاصل في الأراضي الفلسطينية المحتلة (2005)[20]
- عندما تقتل اليرقات: تحميل الشركات الأمريكية المسؤولية عن بيع المعدات عن عمد إلى دول تنتهك حقوق الإنسان في الخارج (2004)[21][22]
- بايدن وتصحيح مسار العلاقات مع فلسطين، المركز العربي للأبحاث ودراسة السياسات.[23]
- كسر الوضع القائم بين إسرائيل وفلسطين، مؤسسة كارنيغي للسلام الدولي، واشنطن العاصمة، 2021.[24]

## أنظر أيضاً
- رولا حسنين